# Colonia Cheguigo
Colonia Cheguigo är en ort i Mexiko.   Den ligger i kommunen Santa María Guienagati och delstaten Oaxaca, i den sydöstra delen av landet, 500 km sydost om huvudstaden Mexico City. Colonia Cheguigo ligger 320 meter över havet och antalet invånare är 191.
Terrängen runt Colonia Cheguigo är huvudsakligen kuperad, men norrut är den bergig. Colonia Cheguigo ligger nere i en dal. Runt Colonia Cheguigo är det glesbefolkat, med 10 invånare per kvadratkilometer. Närmaste större samhälle är San Miguel, 15,6 km nordväst om Colonia Cheguigo. I omgivningarna runt Colonia Cheguigo växer huvudsakligen savannskog.